# Llanos del Caudillo (ort)
Llanos del Caudillo är en ort i Spanien.   Den ligger i provinsen Provincia de Ciudad Real och regionen Kastilien-La Mancha, i den centrala delen av landet, 150 km söder om huvudstaden Madrid. Llanos del Caudillo ligger 649 meter över havet och antalet invånare är 643.
Terrängen runt Llanos del Caudillo är mycket platt. Runt Llanos del Caudillo är det ganska glesbefolkat, med 36 invånare per kvadratkilometer. Närmaste större samhälle är Manzanares, 13,3 km söder om Llanos del Caudillo. Trakten runt Llanos del Caudillo består till största delen av jordbruksmark.